# محمد العجمی
محمد العجمی (که به نام محمد بن الذیب العجمی نیز شناخته شده است) شاعر قطری است.

## بازداشت
العجمی در نوامبر سال ۲۰۱۱ پس از احضار از سوی مقام‌های امنیتی قطری در دوحه بازداشت و روانه زندان شد، اتهام او اهانت به حمد بن خلیفه آل ثانی امیر قطر و تحریک به منظور براندازی نظام حاکم بود. دستگیری او یک ماه پس از آن اتفاق افتاد که وی ویدئویی را که در آن شعر یاسمن تونسی را خوانده بود در اینترنت منتشر کرد. او در قسمتی از شعرهایش گفته بود که «اگر شیوخ عرب نمی‌توانند عدالت را برقرار کنند، بهتر است که با تعویض آنان، قدرت را به دست زنان زیبا بسپاریم» یا در جای دیگری، به طعنه آنان را مشغول بازی پلی استیشن خواند. وی همچنین در اظهاراتی که به موازات انقلاب تونس ایراد کرد، گفت که «در برابر نیروی سرکوب‌گر، همه ما تونسی هستیم». نجیب النعیمی، وکیل این شاعر قطری گفته که در نظر دارد به حکم صادره اعتراض کند. به گفته وکیل محمد بن الذیب العجمی، قاضی، دادگاه را غیر علنی برگزار کرده و «محمد اجازه حضور و دفاع از خود را نیافته است.» بنا به گفته‌های وی، وکیل این شاعر هم اجازه دفاع از موکل خود را نداشته است.

## واکنش‌های بین‌المللی
این حکم موج تازه اعتراض‌های گروه‌های حقوق بشری را به دنبال داشته است. این گروه‌ها پیش از این هم بارها خواستار آزادی این محمد بن الذیب العجمی شده بودند. سازمان عفو بین‌الملل از دولت قطر خواست که در صورتی که دستگیری العجمی به دلیل محتوای اشعارش بوده، او را آزاد کند. فیلیپ لوتر مدیر بخش خاورمیانه عفو بین‌الملل در بیانیه‌ای اظهار داشت: تاسف‌آور است که قطر، به عنوان کشوری که می‌خواهد ظاهر خود را به عنوان مشوق آزادی بیان در جامعه بین‌الملل نمایش دهد، به چنین تجاوز رسوا و آشکاری نسبت به حقوق انسانی دست می‌زند. در اکتبر ۲۰۱۲، سازمان دیده‌بان حقوق بشر نیز محاکمه العجمی را به دلیل اظهارات و سروده‌هایش، مصداق رویکرد دوگانه حاکمان این کشور در نوع برخورد با مقوله آزادی‌بیان دانست.

## آزادی از زندان
العجمی در ماه مارس سال ۲۰۱۶ با عفو سلطنتی پس از ۴ سال از زندان آزاد شد.